# Leopard
 For alternative betydninger, se Leopard (flertydig). (Se også artikler, som begynder med Leopard)
Leoparden (Panthera pardus) er en art i kattefamilien og er den af de store katte, der har størst udbredelse. Der findes leoparder næsten overalt i Afrika, i store dele af Asien, fra Tyrkiet over Mellemøsten til Indonesien og Rusland. Leoparden trives i næsten alle former for landskab – fra tropisk regnskov, tempererede skove og ørken til bjergområder op til 5,5 km over havets overflade. Leoparden er den 5. største kat i verden. Hannen kan veje op til 90 kg og blive 1,9 m lang. Hunnen er betydeligt mindre og kan veje op til 55 kg og blive 1,7 meter lang. Leoparden kan løbe helt op til 60 km/t.I naturen bliver leoparder i gennemsnittet mellem 12 og 17 år gammel. Men leoparden Roxanne som levede i McCarthney wildlife sanctuary (fangenskab) blev 24 år gammel.

## Underarter
Med så stort et udbredelsesområde udvikles der en naturlig variation i både udseende og adfærd. Der opstår geografiske racer, tilpasset til de forskellige levesteder.
Da leoparden er udryddet i dele af dens oprindelige udbredelsesområde regnes arten som tæt på kvalificeringen Sårbar, og er noteret som Sårbar på IUCN's rødliste.
Leoparden deles i ni underarter:
- Amurleopard, Panthera pardus orientalis
- Afrikansk leopard, Panthera pardus pardus
- Javaleopard, Panthera pardus melas
- Arabisk leopard, Panthera pardus nimr
- Persisk leopard, Panthera pardus saxicolor
- Indisk leopard, Panthera pardus fusca
- Sri Lanka-leopard, Panthera pardus kotiya
- Indokinesisk leopard, Panthera pardus delacouri
- Nordkinesisk leopard, Panthera pardus japonensis

Nogle autoriteter anerkender også underarterne Panthera pardus tulliana (tyrkisk leopard) og Panthera pardus sindica .
Sneleopard, Panthera uncia, regnes for en selvstændig art.